# Zwolle (Louisiana)
Zwolle ist eine Stadt im Sabine Parish im US-amerikanischen Bundesstaat Louisiana. Das U.S. Census Bureau hat bei der Volkszählung 2020 eine Einwohnerzahl von 1638 ermittelt.
Zwolle ist Teil der sozioökonomischen Region Ark-La-Tex, die Teile der vier Bundesstaaten Arkansas, Louisiana, Oklahoma und Texas umfasst.

## Geographie
Zwolle liegt im Nordwesten des Bundesstaates Louisiana im Süden der Vereinigten Staaten, etwa 15 Kilometer von der westlichen Grenze zu Texas sowie 170 Kilometer von der nördlichen Grenze zu Arkansas entfernt. Im Westen der Stadt schließt sich ein großer, dem Sabine National Forest angehöriger See an, der sich über knapp 100 Kilometer entlang der Grenze zum Bundesstaat Texas zieht.
Nahegelegene Städte sind unter anderem Converse (14 km nordwestlich), Belmont (14 km nordöstlich), Many (15 km südöstlich), Pleasant Hill (22 km nordöstlich) und Marthaville (25 km nordöstlich). Die nächste größere Stadt ist mit etwa 200.000 Einwohnern das 90 Kilometer nördlich gelegene Shreveport.

## Geschichte
Die ersten Bewohner des heutigen Stadtgebietes bauten als Mound bezeichnete Erdhügel und Aufschüttungen, die zusammen mit natürlich entstandenen Hügeln einen Kreis um das heutige Stadtgebiet bilden.
Die ersten englischsprachigen Siedler erreichten das Gebiet 1824 über Natchitoches. Sie kamen überwiegend aus Mississippi, Georgia, Alabama sowie North und South Carolina. 1871 kamen weitere Siedler und eigneten sich Land an.
Arthur Stilwell baute später die Eisenbahnstrecke Kansas City Southern Railroad von Kansas City in Missouri bis zur nach ihm benannten Stadt Port Arthur in Texas.  Als er Van Buren in Arkansas erreichte, gingen ihm die finanziellen Mittel aus. Er reiste in die niederländische Stadt Zwolle und traf sich dort mit dem befreundeten Kaffeehändler Jan De Goeijen. Dieser zeigte sich beeindruckt von einer katholischen Kirche im heutigen Stadtgebiet und kaufte Aktien im Wert von 3 Millionen US-Dollar, um die Fortführung des Eisenbahnbaus zu ermöglichen. Als Zeichen des Danks wurde der Ort, der ihn so beeindruckt hatte, nach seiner Heimat- und Geburtsstadt benannt und erhielt den Namen Zwolle. Die Benennungsurkunde wurde am 12. Juni 1898 beglaubigt.

## Verkehr
Im Osten der Stadt verläuft der U.S. Highway 171, der im Norden über Mansfield nach Shreveport sowie im Süden über Leesville und DeRidder nach Lake Charles führt, wo er im Interstate 10 aufgeht. Darüber hinaus verlaufen die Louisiana Highways 120, 191, 475 und 1216 durch den Ort. Etwa 50 Kilometer östlich der Stadt besteht Anschluss an den Interstate 49.

## Demographie
Die Volkszählung 2000 ergab eine Einwohnerzahl von 1783 Menschen, verteilt auf 630 Haushalte und 437 Familien. Die Bevölkerungsdichte lag bei 213 Menschen pro Quadratkilometer. 47,2 % der Bevölkerung waren Schwarze, 33,2 % Hispanics oder Lateinamerikaner, 16,4 % Indianer und 6,4 % Weiße. 1,1 % entstammten einer anderen Ethnizität, 2,0 % hatten zwei oder mehr Ethnizitäten. Auf 100 Frauen kamen 82 Männer. Das Durchschnittsalter lag bei 30 Jahren, das Pro-Kopf-Einkommen betrug über 9.000 US-Dollar, womit über 40 % der Bevölkerung unterhalb der Armutsgrenze lebten.
Bis zur Volkszählung 2010 sank die Einwohnerzahl auf 1759 Menschen.